# Charles Malapert
Charles Malapert (1581 — 1630) foi um escritor jesuíta, astrônomo e proponente da cosmologia aristoteliana.